# Московский договор (1921)
Московский договор (тур. Moskova Anlaşması) — «договор о дружбе и братстве», подписанный 16 марта 1921 года в Москве представителями Великого национального собрания Турции и правительства РСФСР. Договором была установлена северо-восточная граница Турции и РСФСР .

## Предыстория
Подписание султанским правительством Мудросского перемирия (капитуляции Османской империи перед странами Антанты) 30 октября 1918 года означало фактический раздел государства между победителями. В ноябре 1918 года столица империи Константинополь была оккупирована войсками Антанты.
Турецкий генерал Мустафа Кемаль, прибывший 19 мая 1919 года в Самсун в качестве инспектора 9-й армии с поручением контролировать ход разоружения турецкой армии, выступил перед молодёжью и объявил мобилизацию против оккупационных войск. 22 июня 1919 года в Амасье он обнародовал циркуляр (Amasya Genelgesi), который гласил, что независимость страны находится под угрозой, а также объявлял созыв депутатов на Сивасский конгресс. 8 июля 1919 года Кемаль уволился из османской армии. 23 июля — 7 августа 1919 года в Эрзуруме состоялся съезд (Erzurum Kongresi) шести восточных вилайетов империи, за которым последовал Сивасский конгресс, проведённый с 4 по 11 сентября 1919 года. Мустафа Кемаль, обеспечивший созыв и работу этих конгрессов, таким образом определил пути спасения государства. Султанское правительство пыталось этому противодействовать, издав 3 сентября 1919 года указ об аресте Мустафы Кемаля, однако исполнить его не смогло. 27 декабря 1919 года Мустафу Кемаля с ликованием встретили жители Ангоры (Анкара).
28 января 1920 года в Константинополе вновь избранная палата депутатов, большинство в которой составили сторонники кемалистского движения, приняла «Декларацию независимости Турции» (Национальный обет). В ответ на это державы Антанты 16 марта 1920 года начали занимать ключевые здания Константинополя и арестовывать турецких националистов, которые потом были высланы на Мальту. 18 марта османский парламент выразил протест против этих действий и был разогнан.
19 марта находившийся в Анкаре Мустафа Кемаль-паша послал всем губернаторам провинций и военным командующим циркулярную телеграмму, в которой предложил им принять участие в «формировании ассамблеи, которая бы имела чрезвычайную власть в вопросах, связанных с управлением нацией»; султанское правительство, ставшее марионеткой интервентов, было полностью дискредитировано, альтернативой ему стало собравшееся в Анкаре Великое национальное собрание Турции (ВНСТ). Его первое заседание открылось 23 апреля 1920 года. Мустафа Кемаль был избран председателем президиума парламента и главой правительства Великого национального собрания, которое на тот период не признавалось ни одной из держав.
Мустафа Кемаль 26 апреля обратился к председателю СНК РСФСР В. И. Ленину с просьбой о предоставлении Турции военной и финансовой помощи и предложением установить дипломатические отношения и разработать общую военную стратегию на Кавказе, чтобы защитить Советскую Россию от «империалистической» опасности в Причерноморье и на Кавказе. Эта стратегия касалась преодоления так называемого кавказского барьера, созданного дашнаками, грузинскими меньшевиками и Англией как препятствие для развития отношений между Советской Россией и кемалистами. Республика Армения не позволяла транспортировать грузы в Турцию через свою территорию, а доставка помощи по Чёрному морю затруднялась присутствием кораблей стран Антанты.
Кемаль заявлял, что «Турция обязуется бороться совместно с Советской Россией против империалистических правительств для освобождения всех угнетённых, <…> изъявляет готовность участвовать в борьбе против империалистов на Кавказе и надеется на содействие Советской России для борьбы против напавших на Турцию империалистических врагов». В письме были изложены основные принципы внешней политики ВНСТ: провозглашение независимости Турции; включение в состав турецкого государства бесспорно турецких территорий; предоставление всем территориям со смешанным населением права определить свою судьбу; передача вопроса о проливах конференции прибрежных черноморских государств; отмена режима капитуляций и экономического контроля со стороны иностранных государств; ликвидация всякого рода сфер иностранного влияния.
Тем временем, разгромив на Северном Кавказе остатки Вооружённых Сил Юга России, части 11-й армии РККА РСФСР к середине апреля 1920 года сосредоточились у северной границы Азербайджана. 26 апреля 11-я армия РККА перешла северную границу Азербайджана. 28 апреля власть в Азербайджане взял в свои руки Азревком, который провозгласил Азербайджанскую Социалистическую Советскую Республику. К первой половине мая почти на всей территории Азербайджана  была установлена советская власть.
В это время Республика Армения под влиянием США и стран Антанты вела войну с Турцией, хотя руководство Советской России считало её нежелательной и выразило готовность к посредничеству. За несколько недель до подписания Севрского мирного договора Армения направила пограничные войска в Ольтинский округ, который формально не принадлежал Турции, но находился под фактическим контролем мусульманских полевых командиров (в основном курдских) и подразделений турецкой армии, остававшихся там в нарушение условий Мудросского перемирия. Ввод войск начался 19 июня, а к 22 июня армяне взяли под свой контроль бо́льшую часть территории округа, включая города Ольты и Пеняк. С точки зрения турецких националистов, речь шла о вторжении армянских войск на территорию Турции, что было использовано Турцией как основание для ответного удара.
В этих условиях Советское правительство решило поддержать кемалистов и попытаться прийти к решению в конфликте с Арменией. Во-первых, идея национально-освободительной борьбы против империализма совпадала с большевистской идеологией, а во-вторых, что ещё более важно, превращение Анатолии в английскую зону влияния было крайне невыгодно для России. По указанию В. И. Ленина 3 июня НКИД направил письмо турецкому правительству. В нём говорилось, что «Советское правительство протягивает руку дружбы всем народам мира, оставаясь неизменно верным своему принципу признания за каждым народом права на самоопределение. Советское правительство с живейшим интересом следит за героической борьбой, которую ведёт турецкий народ за свою независимость и суверенитет, и в эти дни, тяжёлые для Турции, оно счастливо заложить прочный фундамент дружбы, которая должна объединить турецкий и русский народы».

## Переговоры
11 мая 1920 года правительство Великого национального собрания Турции направило своего народного комиссара иностранных дел Бекира Сами во главе первой официальной делегации ВНСТ в РСФСР для подготовки общего договора о дружбе и взаимопомощи, которая прибыла в Москву 19 июля. 24 июля состоялась встреча Бекира Сами и его заместителя — наркома по народному хозяйству ВСНТ Юсуфа Кемаля, с народным комиссаром иностранных дел РСФСР Г. В. Чичериным и его заместителем Л. М. Караханом.
Накануне командование Антанты приняло решение о передаче Батумской области Грузии, и 20 июля в Батуми вошли грузинские войска. Поэтому уже на первом раунде переговоров было достигнуто соглашение о совместных действиях: 28 июля — 1 августа 1920 года части РККА, пробившиеся через Зангезур, и подразделения Восточной армии ВНСТ заняли Нахичеванский уезд, вытеснив из него армянские силы дашнаков.
28 июля была провозглашена Нахичеванская Советская Социалистическая Республика. Коридор Шуша —  Горис — Нахичеван между кемалистской Турцией и советским Азербайджаном был открыт.
10 августа между Арменией и РСФСР был подписан договор о прекращении огня, которым было оформлено временное пребывание советских войск в Зангезуре, Карабахе и Нахичеване. Тем не менее в Нахичеване сохранилось сильное влияние турецких частей.
В Москве представители советского руководства, ведя переговоры, с одной стороны, с делегацией Республики Армении во главе с Л. Шантом, а с другой стороны, с кемалистской делегацией во главе с Бекиром Сами и стремясь достичь мирного соглашения между сторонами, выдвинули «принцип этнографической границы, основанной на национальных взаимоотношениях, существовавших до великой войны», и предлагали «произвести взаимное переселение для того, чтобы создать с обеих сторон однородную этнографическую территорию». Армянская делегация была с этим в принципе согласна. Турецкая делегация, однако, не только отвергла этот принцип, но и не приняла предложение Л. Карахана о проведении встречи с делегацией Л. Шанта для выяснения позиций сторон в вопросе о спорных территориях, мотивируя свой отказ тем, что не имеет подобных полномочий. Бекир Сами настаивал на границах, определённых Брест-Литовским договором, и требовал признания «Национального обета». Турецкая делегация упорно настаивала на необходимости военного похода против Армении, мотивируя это тем, что если за короткий срок не будет создан сухопутный коридор через Нахичеван с Азербайджаном и находящейся там Красной Армией, то гибель национального движения в Турции будет неизбежной. Бекир Сами требовал хотя бы устного согласия Советской России на занятие турками Сарыкамыша и Шахтахты. Не получив согласия Г. Чичерина, Бекир Сами потребовал встречи с председателем СНК РСФСР В. И. Лениным.
В Москве 13 августа Политбюро ЦК РКП(б) обсудило предложения Г. В. Чичерина относительно Турции и Армении.
14 августа турецкую делегацию принял Ленин. После выяснения с членом Военно-революционного совета Кавказского фронта Орджоникидзе вопроса о целесообразности занятия турками Шахтахты и Сарыкамыша, Г. В. Чичерин сообщил Бекиру Сами, что советское правительство не будет возражать, при условии что турки не продвинутся далее этой линии.
К 24 августа был выработан проект Договора о дружбе, определявший основные принципы отношений между двумя странами (непризнание договоров, навязанных сторонам силой, аннулирование заключённых в прошлом договоров между царской Россией и Турцией, передача решения статуса Черноморских проливов на рассмотрение конференции черноморских государств и т. д.). В ст. 3 проекта стороны обязались при взаимном согласии в самый короткий срок принять все необходимые меры для открытия путей сообщения между Россией и Турцией в целях перевозки людей и товаров. В статье 4 говорилось, что РСФСР согласна взять на себя посредничество между Турцией и теми пограничными третьими государствами, которые распространили свою власть на какую-либо территорию, включённую в «Национальный обет», — тем самым советское правительство косвенно признавало право Турции на районы Батума, Карса и Ардагана. В связи с тем, что эти территории находились в составе Армении и Грузии, было решено отложить вопрос об определении северо-восточной границы Турции и окончательное подписание подготовленного договора. Этот проект впоследствии был положен в основу Московского договора «о дружбе и братстве», подписанного 16 марта 1921 года.
В ходе переговоров было также достигнуто соглашение, которое предусматривало предоставление помощи Великому национальному собранию Турции оружием, боеприпасами и золотом, а в случае необходимости — совместными военными действиями. В распоряжение Г. К. Орджоникидзе были немедленно направлены для последующей передачи туркам 6 тыс. винтовок, свыше 5 млн патронов и 17 600 снарядов.
По соглашению от 24 августа денежная помощь Турции была установлена в объёме 10 млн золотых рублей, что соответствовало 7,74 тонны золота дополнительно к 620 килограммам из золотого запаса Российской империи (100 тысяч золотых османских лир), о получении которых ранее договорился Халиль-паша, посетивший Москву с неофициальной миссией по поручению Мустафы Кемаля до начала работы ВНСТ. По итогам его переговоров с Каменевым Совнарком принял решение тайно выделить Турции миллион золотых рублей.
Полученное золото Халиль-паша в сопровождении советской дипломатической миссии во главе с советником Я. Я. Упмал-Ангарским доставил в Эрзурум 8 сентября. Путь миссии в Анатолию оказался крайне сложным и опасным. 200 кг из привезённого золота было оставлено в распоряжении Восточной армии, а остальные направлены в Анкару и потрачены в первую очередь на жалование государственным служащим и офицерам.
Первая партия оружия и боеприпасов была доставлена в Трабзон в конце сентября 1920 года. В течение месяца турецкая армия получила 3387 винтовок, 3623 ящика с боеприпасами и примерно 3000 штыков. В основном винтовки были трофейными германскими — такими же, что состояли на вооружении турецкой армии. За все годы войны за независимость, согласно официальным турецким данным, поставки Советской Россией вооружения и боеприпасов составили: винтовок — 37 812 штук, пулемётов — 324, патронов — 44 587 ящиков; орудий — 66 штук, снарядов — 141 173 штук. В дальнейшем перевозки вооружения, боеприпасов и снаряжения осуществлялись по морю из Новороссийска и Туапсе в Самсун, Трабзон и Инеболу, откуда они переправлялись во внутренние районы Анатолии.
26 февраля 1921 года глава российской советской делегации народный комиссар иностранных дел Г. В. Чичерин открыл Московскую конференцию.
16 марта в Москве без участия представителей Азербайджанской ССР, Армянской ССР и Грузинской ССР был подписан советско-турецкий Договор о «дружбе и братстве».
Со стороны РСФСР договор подписали Чичерин и член ВЦИК Джелал Коркмасов, со стороны Турции — народный комиссар по народному хозяйству ВНСТ Юсуф Кемаль-бей, Рыза Нур-бей и Али Фуад-паша.

## Определение границ

### Границы по Севрскому договору
Тем временем 10 августа во Франции 14 государств (включая султанское правительство Турции и Республику Армению) подписали Севрский мирный договор, который официально оформлял раздел арабских и европейских владений Османской империи. В частности, Турция признавала Армению как «свободное и независимое государство», Турция и Армения соглашались подчиниться президенту США Вудро Вильсону по арбитражу границ в пределах вилайетов Ван, Битлис, Эрзурум и Трапезунд. Севрский договор был воспринят в Турции как несправедливый и «колониальный», как очевидное проявление неспособности султана Мехмеда VI защищать национальные интересы Турции.

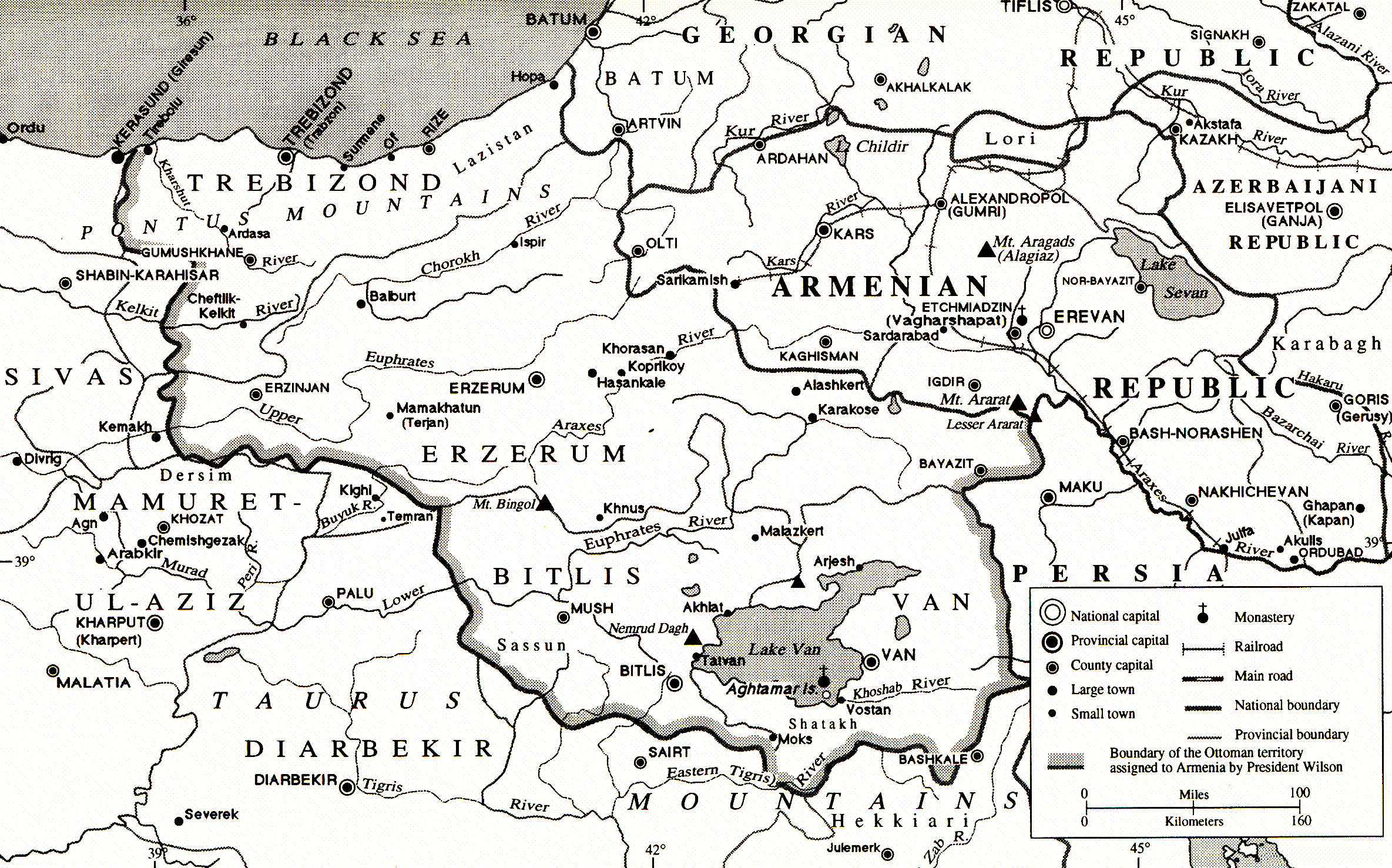
Территории бывшей Османской империи, передававшиеся в состав Армении в соответствии с арбитражным решением президента США В. Вильсона по Севрскому мирному договору 1920 г. (границы соответствовали линии соприкосновения Русской и Турецкой армий на Кавказском фронте к 1917 году)

Великое национальное собрание Турции в Ангоре, президиум ВЦИК и СНК РСФСР не признали Севрский мирный договор. Советская Россия стала единственным государством в мире, выразившим открытое несогласие с Севрским договором. Большевики старались не допустить перехода Черноморских проливов под контроль Антанты и создания на землях ликвидированного турецкого государства антисоветского плацдарма. Что касается Закавказья, то правящие круги Армении и Грузии были готовы активно поддержать Антанту в её действиях против Советской России.
Кемалисты не собирались признавать условия Севрского мирного договора, по которым им пришлось бы отдать Армении часть турецкой территории, установленной «Национальным турецким пактом», — более того, в их понимании исконно турецкие земли включали в себя не только Западную Армению, но и по крайней мере половину территории, которую в августе 1920 года контролировала Республика Армения (вся территория к западу от русско-турецкой границы, установленной после войны 1877—1878 годов). Добиться исполнения условий Севрского мирного договора Армения могла бы лишь победой в очередной войне, однако силы сторон были явно неравны. На этот период Армения располагала армией, численность которой не достигала и 30 тысяч человек. Ей противостояла турецкая армия численностью 50 тысяч человек под командованием Кязым-паши Карабекира, остававшаяся на границе с Арменией, несмотря на ожесточённые боевые действия в Западной Анатолии между турками и греческой армией, которая также пыталась закрепить свои территориальные приобретения по Севрскому мирному договору. Помимо регулярных войск, Карабекир мог рассчитывать на многочисленные нерегулярные вооружённые формирования, также готовые воевать против армян. Что касается армянской армии, которую считали наиболее обученной и дисциплинированной в Закавказье, она была морально и физически измотана в результате участия в практически не прекращающихся с 1915 года войнах. Как показали дальнейшие события, Армения не могла рассчитывать и на серьёзную внешнеполитическую поддержку, тогда как кемалисты пользовались дипломатической и военной помощью со стороны Советской России и Азербайджанской ССР.
При этом страны Антанты добились от Турции выполнения большей части Севрского договора, в результате чего она потеряла Измир, Сирию, Ливан, Палестину, Месопотамию, а также территории на Аравийском полуострове.

### Переговоры о границах с советским руководством
Руководство Советской России рассматривало северо-восточную границу Турции, установленную в 1878 году Берлинским трактатом, как справедливую и соответствующую международным реалиям. Планы армянского руководства по воссозданию Великой Армении в Москве рассматривались как проявления армянского национализма и осуждались — тем более что ослабленная Армения вряд ли была в состоянии одолеть Турцию, а в реальность американских обещаний помощи большевики не верили. В связи с этим советская дипломатия пыталась удержать Армению от вступления в войну против Турции, но тщетно.
После подписания 24 августа 1920 года соглашения о сотрудничестве народный комиссар иностранных дел РСФСР Г. В. Чичерин заявил 27 августа на переговорах в Москве народному комиссару иностранных дел ВНСТ Бекиру Сами, что Турция должна уступить Республике Армении в дополнение к территориям, которые до 1914 года входили в состав Российской империи, также часть областей Вана и Битлиса (с исключением, возможно, Сарыкамыша). Бекир Сами не смог связаться с Анкарой и отправил в Турцию с соответствующим запросом своего заместителя Юсуфа Кемаля. Ответ председателя президиума ВНСТ Мустафы Кемаля был резко отрицательным: Турция не будет уступать ни квадратного дюйма своей территории. Бекир Сами был отстранён от руководства делегацией, и 18 февраля 1921 года в Москву для продолжения переговоров прибыла новая турецкая делегация во главе с Юсуфом Кемалем.
4 октября 1920 года в Анкару прибыло первое советское посольство во главе с Я. Я. Упмал-Ангарским. Он несколько раз встречался с Мустафой Кемалем и его сподвижниками, убеждая их, в соответствии с указаниями наркома иностранных дел Советской России Г. В. Чичерина, согласиться на передачу некоторой части турецкой территории (Битлис, Ван и Муш) Армении. Этот вопрос препятствовал заключению Московского договора. Упмал в донесениях в Москву описывал тяжёлое социально-экономическое положение в Турции, растущую ненависть турок к грекам и армянам и подъём религиозного фанатизма в среде мусульманского населения.
С конца 1920 года и до весны 1921 года в Турции по личному поручению Ленина находились Нестор Лакоба с Ефремом Эшба, содействовавшие подписанию договора.

## Армяно-турецкая война
После ряда новых пограничных столкновений Турция 24 сентября 1920 года объявила войну Армении. 28 сентября турецкие войска начали наступление по всему фронту и, обладая значительным превосходством сил на главных направлениях, сумели в течение нескольких дней сломить сопротивление армянских войск и занять Сарыкамыш, Кагызман, Марденек, выйти к Игдыру. Наступающие турецкие войска опустошали занятые районы и уничтожали мирное армянское население, не успевшее или не захотевшее спасаться бегством. В то же время, как сообщалось, некоторые армянские части начали этнические чистки на территории Карсской области и Эриванской губернии. Через несколько дней турецкое наступление было приостановлено, и вплоть до 28 октября бои велись примерно на этой же линии.
28 октября турецкие войска возобновили общее наступление, взяли под свой контроль южную часть Ардаганского округа и 30 октября овладели Карсом, а 7 ноября заняли Александрополь.
Тем временем Грузия заявила о своём нейтралитете. США обещанной помощи Армении так и не оказали. 11 ноября турецкое наступление возобновилось. Армянская армия была фактически уничтожена, а вся территория Армении, кроме районов Ереван и озера Севан, была занята турками. Встал вопрос о сохранении армянского государства и армян как нации.
15 ноября правительство Республики Армении обратилось к Великому национальному собранию Турции с предложением начать мирные переговоры. .
29 ноября армянские большевики по согласованию с ЦК РКП(б) подняли в Караван-сарае восстание против правительства Республики Армении и создали Революционный комитет Армении, который в тот же день провозгласил Армянскую ССР и обратился за помощью к Совнаркому РСФСР. В Армению из Азербайджанской ССР были направлены части 11-й армии РККА, которая 2 декабря заняла Эривань.
Тем временем в ночь с 2 на 3 декабря в г. Александрополе делегация правительства Республики Армении подписала мирный договор с делегацией Великого национального собрания Турции. Территория бывшей Карсской области, Сурмалинского уезда Эриванской губернии передавалась Турции. Армения была обязана «отменить обязательную воинскую повинность и иметь армию численностью до 1500 штыков, 20 пулемётов и 8 легких орудий». Турция приобретала право свободного транзита и ведения военных операций на территории Армении, контроль над её железными дорогами и иными путями сообщения. Армения также обязалась отозвать из Европы и Америки свои дипломатические делегации.
10 декабря Совет народных комиссаров Армянской ССР заявил о непризнании Александропольского мирного договора и предложил начать новые переговоры, но турки отказались рассматривать этот вопрос. В этой обстановке СНК РСФСР предложил Великому национальному собранию Турции продолжить переговоры о заключении мирного договора.
14 февраля 1921 года Красная Армия начала наступление на Грузию и 25 февраля вошла в Тифлис, где была провозглашена Грузинская ССР. Правительство республиканской Грузии переехало в Батуми. В начале марта 1921 года турецкие войска заняли Батумскую область и 11 марта вступили в Батум «под аплодисменты населения».
20 марта подразделения грузинской армии изгнали части турецкой армии из Батуми, и их сменили части Красной Армии. 22 апреля Александрополь с прилегающим районом был передан Армянской ССР.

## Подписание договора
Договор, подписанный 16 марта 1921 года в Москве представителями правительства Великого национального собрания Турции и правительства РСФСР, провозгласил желание установить «…постоянные сердечные взаимоотношения и неразрывную искреннюю дружбу», основанные на признании права народов на самоопределение и взаимных интересах обеих сторон. Стороны согласились не признавать «…никаких мирных договоров или иных международных актов», к принятию которых любая из сторон принуждалась бы силой, причём правительство РСФСР, имея в виду навязанный султанскому правительству Турции Севрский мирный договор, особо оговорило, что оно не признаёт никаких международных актов, касающихся Турции и не признанных турецким правительством. Обе стороны, констатируя «соприкосновение между национальным и освободительным движением народов Востока и борьбой трудящихся России за новый социальный строй», признавали право народов каждой страны на свободу, независимость и свободное избрание формы правления.
Договоры царского правительства с правительством Турции объявлялись отменёнными. Правительство РСФСР отказывалось от всякого рода действий и прав, связанных с режимом капитуляций. Стороны обязывались не допускать образования на своей территории организаций и групп, претендующих на роль правительства другой стороны или части её территории, а также групп, имеющих целью борьбу против другой стороны. Такое же обязательство стороны приняли по отношению к советским республикам Кавказа.
Договор был ратифицирован ВЦИК 20 июля 1921 года, Великим национальным собранием Турции — 31 июля 1921 года. Обмен ратификационными грамотами состоялся 22 сентября 1921 года в Карсе.
Договор стал вторым международно-правовым актом, подписанным кемалистским правительством Турции, в то время как международно признанным правительством в оккупированной интервентами столице Константинополе (Стамбуле) оставалась администрация султана Мехмеда VI Вахидеддина, подписавшая от имени Османской империи в августе 1920 года Севрский мирный договор, который был отвергнут кемалистами и так и не вступил в силу, хотя Антанта заставила Турцию исполнить его практически на всех территориях, кроме Закавказья.

## Основные положения и условия Договора
По Московскому договору, РСФСР признавала Турцию в границах, провозглашённых Декларацией независимости Турции, более известной как «Национальный турецкий пакт» (тур. Misak-ı Millî, «национальное соглашение»), принятой оттоманским парламентом 28 января 1920 года. 
Договор, принятый без участия Азербайджанской, Армянской и Грузинской ССР, установил северо-восточную границу Турции c этими государствами, закрепив территориальные приобретения Турции по Александропольскому договору, за исключением:
- временно оккупированных Турцией города Александрополя (ныне Гюмри) и Александропольского уезда Эриванской губернии, которые Турция обязалась передать Армянской ССР,
- северной части Батумской области, которую Турция обязалась передать Грузинской ССР, и
- Нахичеванского и Шаруро-Даралагёзского уездов Эриванской губернии, которые Турция обязалась передать под протекторат Азербайджанской ССР.

Согласно договору, в составе Турции остались южная часть Батумской области (Артвинский округ), Карсская область, Сурмалинский уезд Эриванской губернии (входил в состав Российской империи с 1828 года) и западная часть Александропольского уезда Эриванской губернии.
Статья III Договора гласила, что стороны согласны на образование на территории бывшего Нахичеванского уезда Эриванской губернии автономии «под протекторатом Азербайджана, при условии что Азербайджан не уступит сего протектората третьему государству».
При этом, с учётом требований Азербайджана, в состав Нахичеванской автономии по настоянию турецкой стороны был окончательно включён Шарур (Баш-Норашен), ранее входивший в состав Эриванской губернии. При этом российская сторона отмечала, что включение Шаруро-Даралагезского уезда в состав Армении наиболее соответствовало бы этнографическому принципу. Кроме того, турецкая сторона также настаивала на включении города Арарата в состав Нахичевани, и это предложение было принято в качестве подлежащего дальнейшему урегулированию.
Таким образом, большевики вернули Турции часть территории, какое-то время входившей в Российскую империю: Сурмалинский уезд с горой Арарат (в составе России с 1828 года), Карсскую область и южную часть бывшей Батумской области (районы Ардагана и Артвина, в составе России с 1878 года). Северная часть бывшей Батумской области с городом Батуми была передана Грузинской ССР, с предоставлением населению «широкой местной автономии в административном отношении», а Турции — торговых привилегий в Батумском порту.
Последовавшее в октябре 1921 года заключение идентичного Московскому Карсского договора между кемалистами и закавказскими ССР, которые в 1922 году вошли в состав ЗСФСР, завершило юридическое оформление межгосударственных границ, существующих и в настоящее время.
Согласно Статье V Договора, окончательная выработка международного статуса Чёрного моря и проливов передавалась «будущей Конференции из делегатов прибрежных государств, при условии, что вынесенные ею решения не нанесут ущерба полному суверенитету Турции, равно как и безопасности Турции и её столице Константинополю».

## Исполнение договора
Согласно договору, турецкие войска должны были оставить Александрополь, однако медлили это сделать.
Тогда Орджоникидзе сделал решительный ход: он задержал поезд с возвращавшейся из Москвы турецкой делегацией, которая везла с собой первую часть помощи — 4 млн золотых рублей и груз боеприпасов. После этого войска спешно покинули оккупированную территорию Армении.

## Дипломатические и военно-политические последствия договора

### Последствия
Во Второй мировой войне Турция объявила нейтралитет, при этом сосредоточив на границе с СССР 25 своих дивизий (750 тысяч человек из общей численности армии в 1 млн человек) и регулярно засылая в советское Закавказье свои диверсионно-разведывательные группы для выяснения обстановки. Турция до 1944 года систематически нарушала конвенцию Монтрё 1936 года о статусе Черноморских проливов, пропускала через них замаскированные под гражданские германские военные суда. После неоднократных протестов Москвы, на которые Анкара отвечала отписками, СССР настоял на досмотре судов. Однако и это требование выполнялось от случая к случаю: были эпизоды, когда немцы не пускали турецких представителей на борт корабля для досмотра на пути в Чёрное море. Ещё опаснее для СССР было то, что Турция продавала Германии стратегическое сырьё — в частности, хромовую руду. «Причём британцы обещали, что выкупят все запасы, но Анкара всё равно торговала с Гитлером. Разговоры же о подготовке Турции к прямой агрессии против Советского Союза я считаю некоторым преувеличением. Турки были научены горьким опытом Первой мировой войны. Они решились бы напасть на СССР только в том случае, если бы у нас всё пошло совсем плохо», — считает кандидат исторических наук Алексей Исаев.
В нарушение норм международного права в марте 1942 года после неудачного покушения на германского посла фон Папена полиция Турции потребовала выдачи сотрудника советского посольства, взяв его здание в осаду.
В конце лета 1944 года Турция расторгла договор с Германией и 23 февраля 1945-го объявила ей войну, формально став членом антигитлеровской коалиции, однако в боевые действия так и не вступив.
19 марта 1945 года Сталин денонсировал советско-турецкий договор о дружбе, в ответ Турция стала предлагать гарантии беспрепятственного пропуска советских войск через свою территорию. Сталин через наркома иностранных дел Вячеслава Молотова сообщил турецкому руководству в июне 1945 года, что рассчитывает на совместный контроль над Черноморскими проливами с созданием военно-морской базы в Дарданеллах, а также и на корректировку границ по Московскому и Карсскому договорам с возвратом Карсской области и земель под Ереваном и Батуми, входивших с 1878 года в состав Российской империи. Эти требования Сталин повторил на Потсдамской конференции.
Союзники не поддержали территориальные претензии СССР к Турции и затем использовали советское давление на Турцию как один из поводов к началу холодной войны.
30 мая 1953 г. советское правительство заявило о том, что «правительства Армении и Грузии сочли возможным отказаться от своих территориальных претензий к Турции» и что «советское правительство считает возможным обеспечение безопасности СССР со стороны проливов на условиях, одинаково приемлемых как для СССР, так и для Турции». Споры с Турцией Никита Хрущёв сделал в 1957 году одним из антисталинских тезисов.
В межгосударственном договоре СССР и Турции, подписанном 22 августа 1978 года во время официального визита турецкого премьера Бюлента Эджевита в Москву, стороны подтвердили отсутствие территориальных претензий друг к другу. С советской стороны документ подписал глава Совета Министров СССР Алексей Николаевич Косыгин.

### Оценка историков
Тюрковед Павел Шлыков, комментируя значение договора и территориальные уступки Советской России Турецкой республике, указывает: «Москве надо было определиться, что ей важнее: Карс или Батуми, который кемалисты тоже включили в границы „Национального обета“ 1920 года (то есть провозгласили исторически турецкой территорией). Поскольку Батуми был портовым городом и имел важное стратегическое значение, выбор был очевиден. Поэтому по итогам Московского договора 1921 года Турция передала только что провозглашенной Грузинской ССР Батуми, вернула Армянской ССР Александрополь (нынешний Гюмри), а Азербайджанской ССР — Нахичевань». Карсскую область Турция оставила за собой, так как это было закреплено Александропольским договором между Турцией и Республикой Арменией.